# Linycus simulator
Linycus simulator là một loài tò vò trong họ Ichneumonidae.